# Kvitka
Kvitvka  (ucraniano: Квітка) es una localidad del Raión de Podilsk en el Óblast de Odesa de Ucrania. Según el censo de 2001, tiene una población de 31 habitantes.